# راکوره
راکوره (به استونیایی: Rakvere) یکی از شهرهای کشور استونی است.
این شهر در سال ۲۰۱۱ میلادی ۱۵٬۲۶۴ نفر جمعیت داشته است.

## شهرهای خواهر خوانده
شهرهای خواهرخوانده:
| - چسیس, لتونی - کووپیو, فنلاند - لاپن‌رانتا, فنلاند - لاپوا, فنلاند | - لوتینبورگ, آلمان - پانه‌وژیس, لیتوانی - سناکی, گرجستان - سیگتونا, سوئد | - سلنوک, مجارستان - ویشهورود, اوکراین |

## نگارخانه

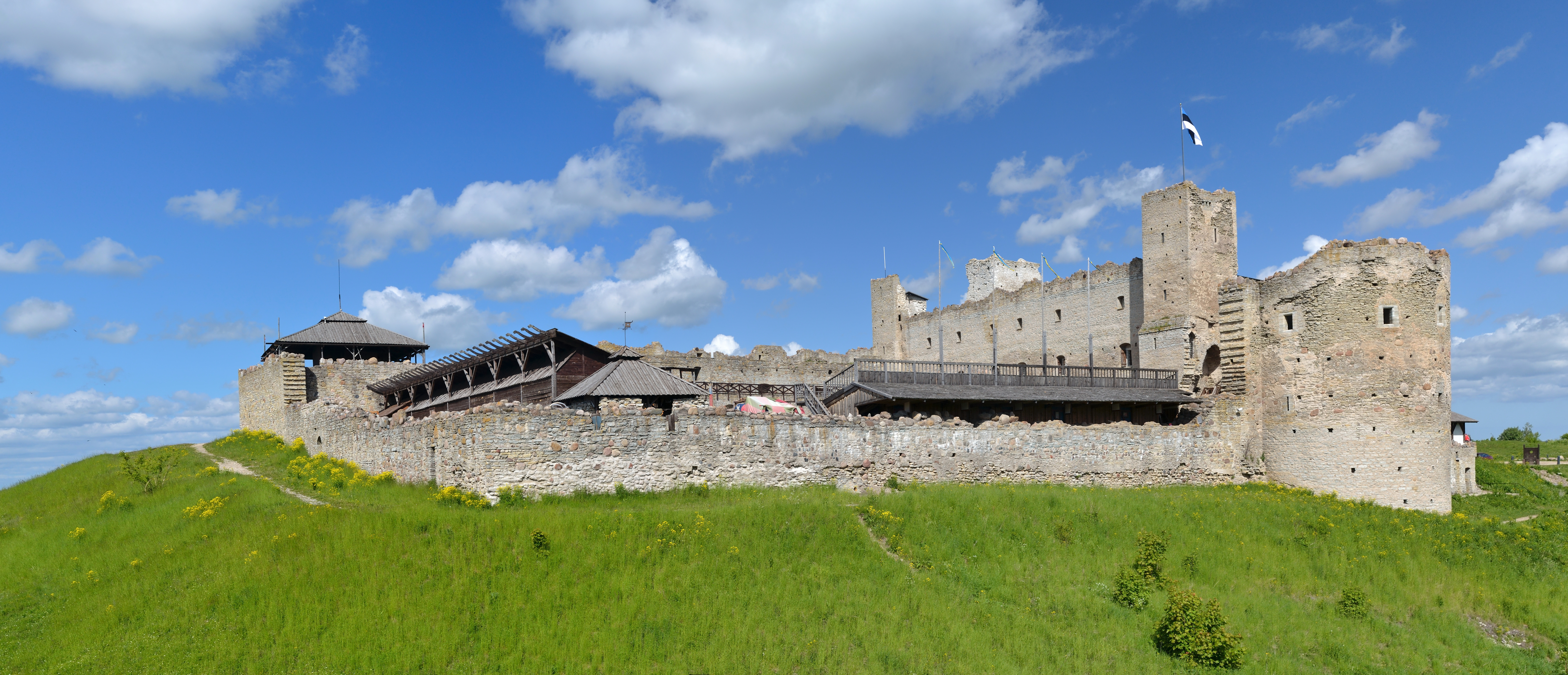
قلعه راکوره
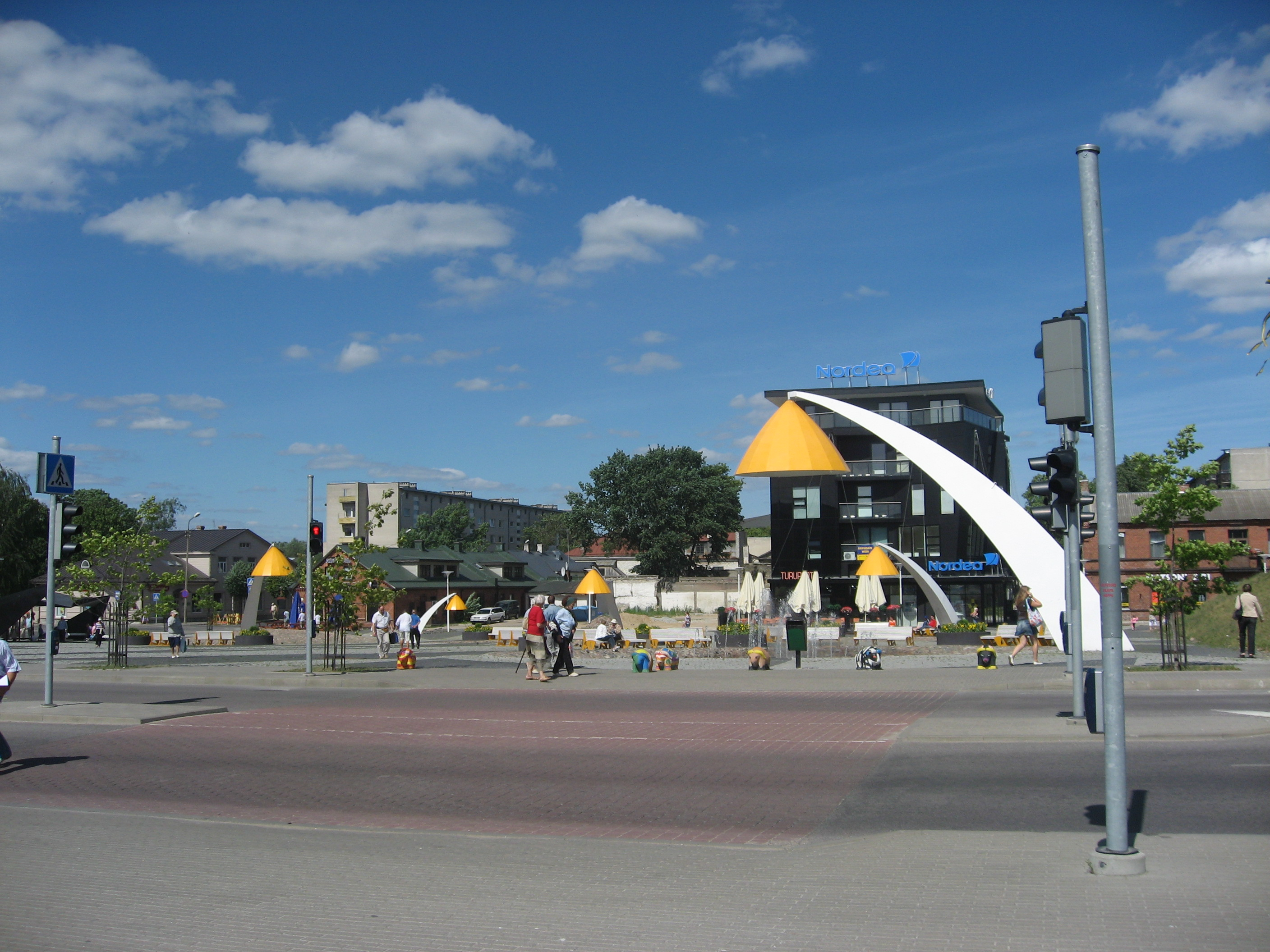
مرکز شهر راکوره
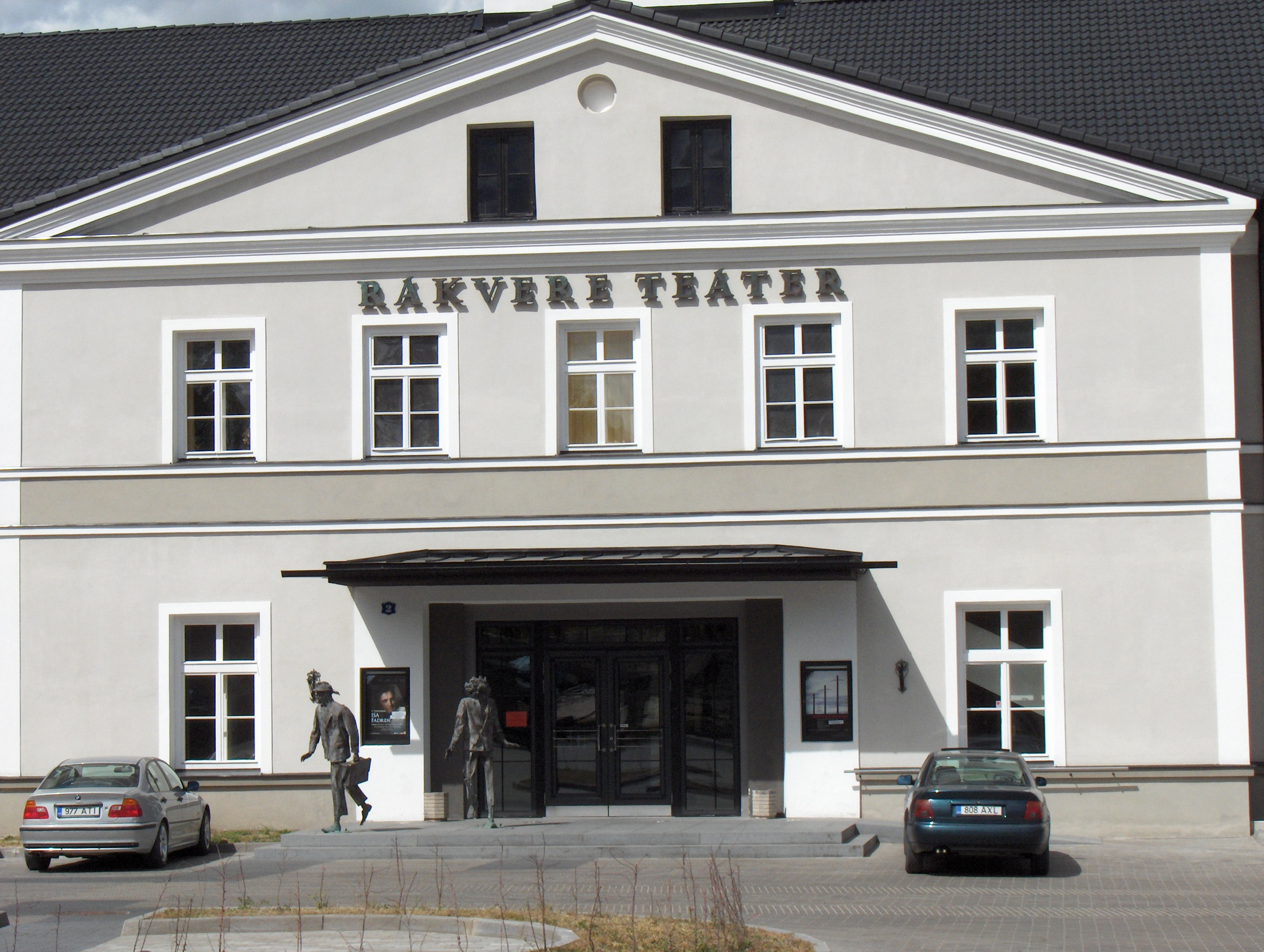
تئاتر راکوره
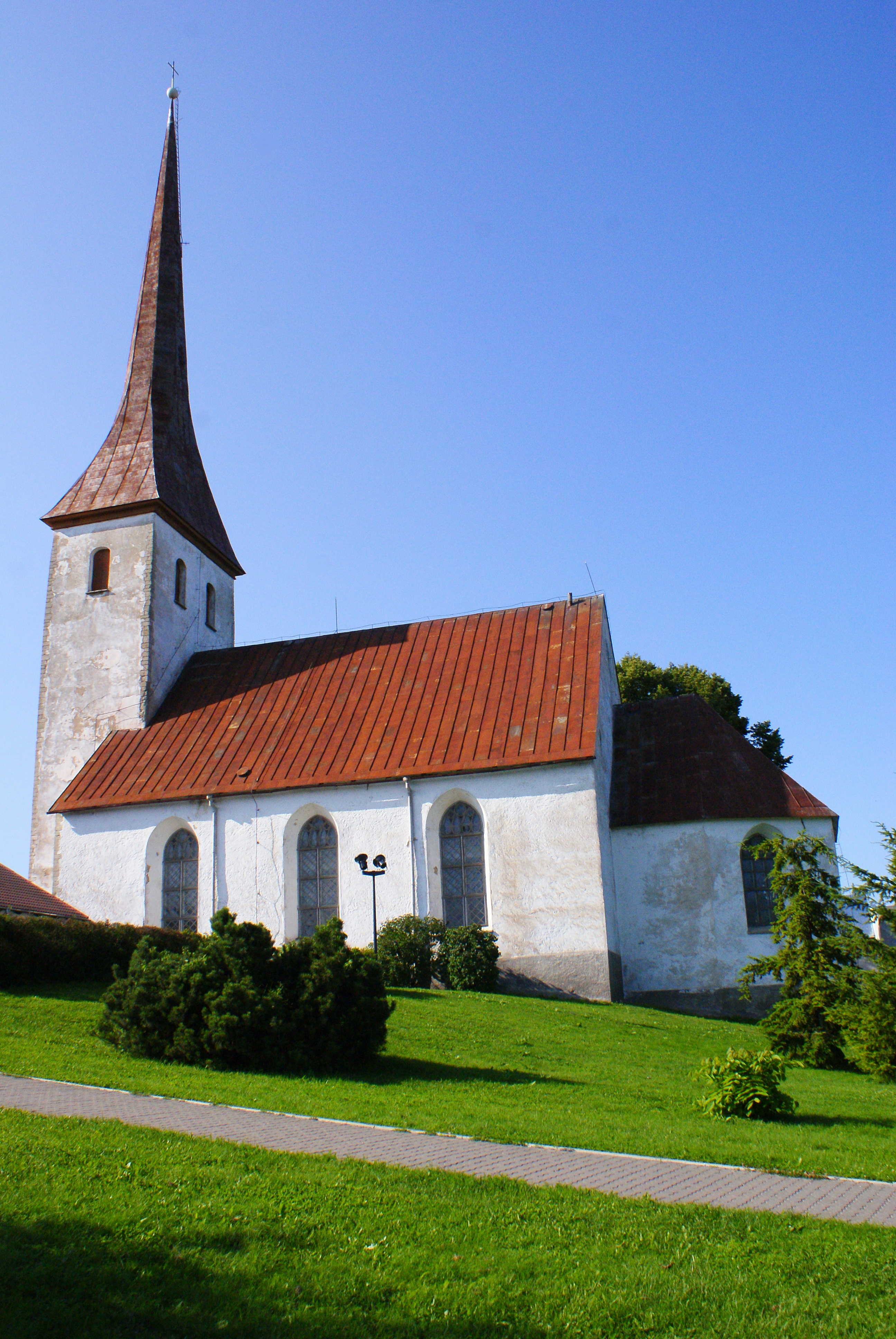
کلیسای ترینیتی راکوره
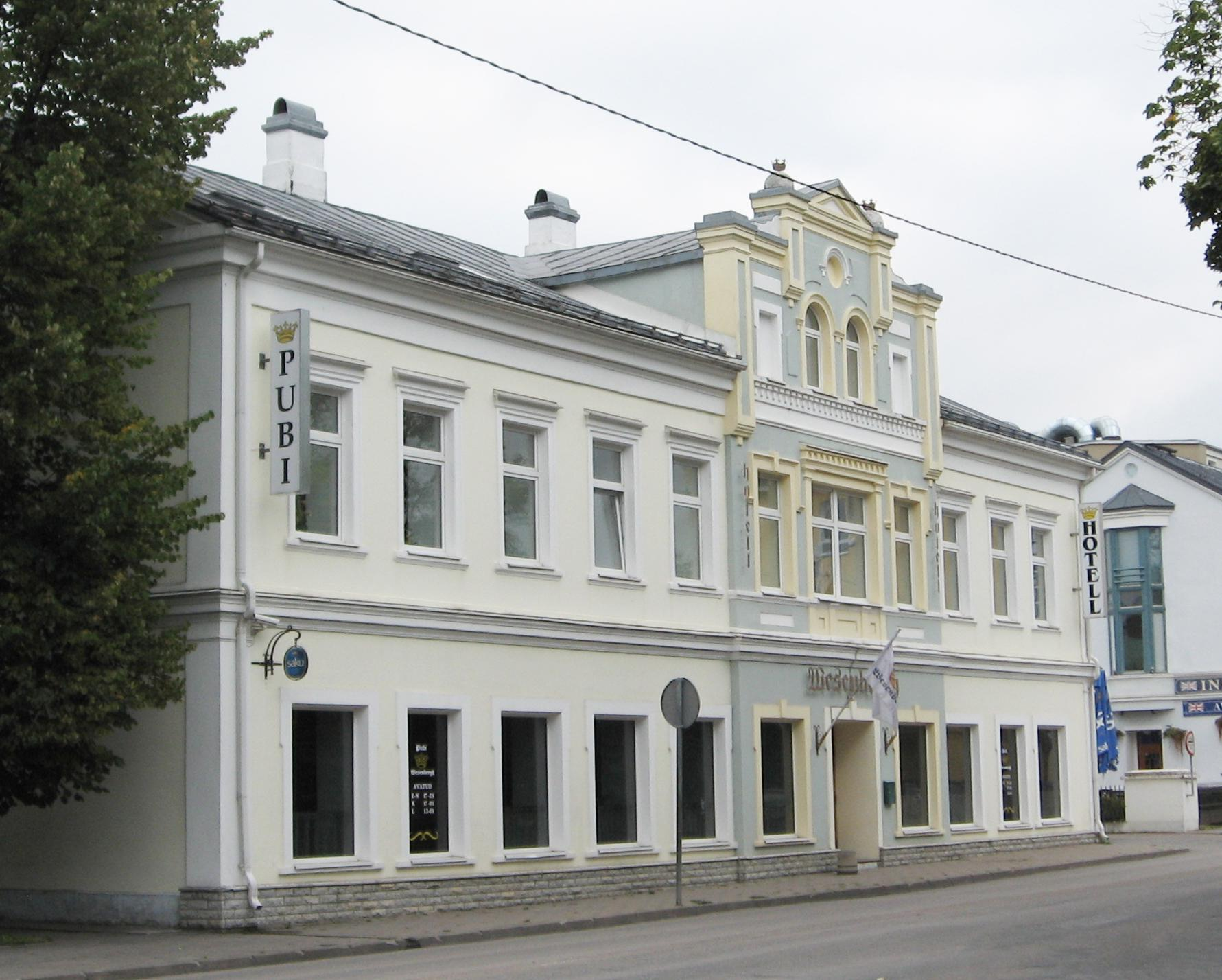
هتل وسنبرگ
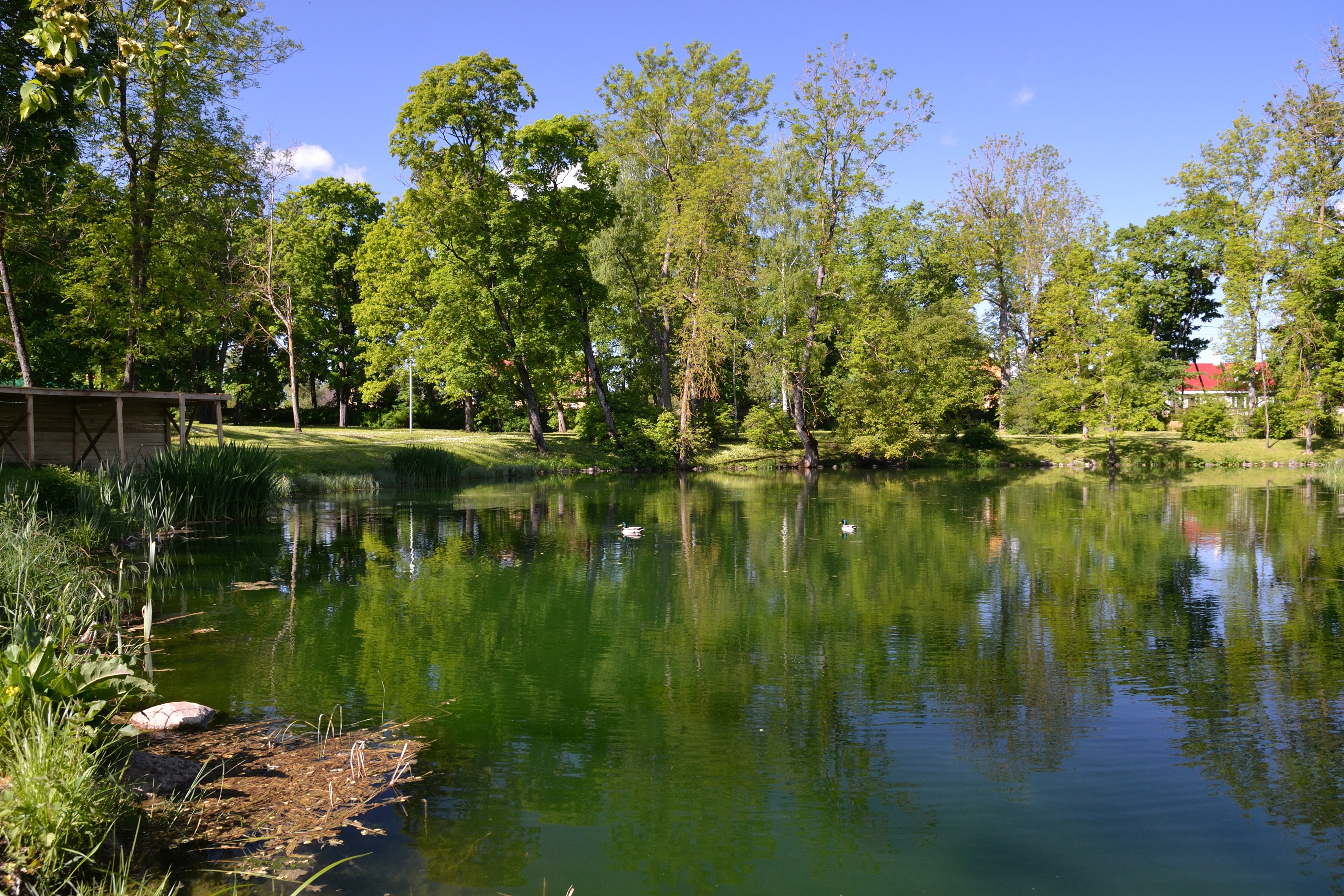
Rakvere manor park
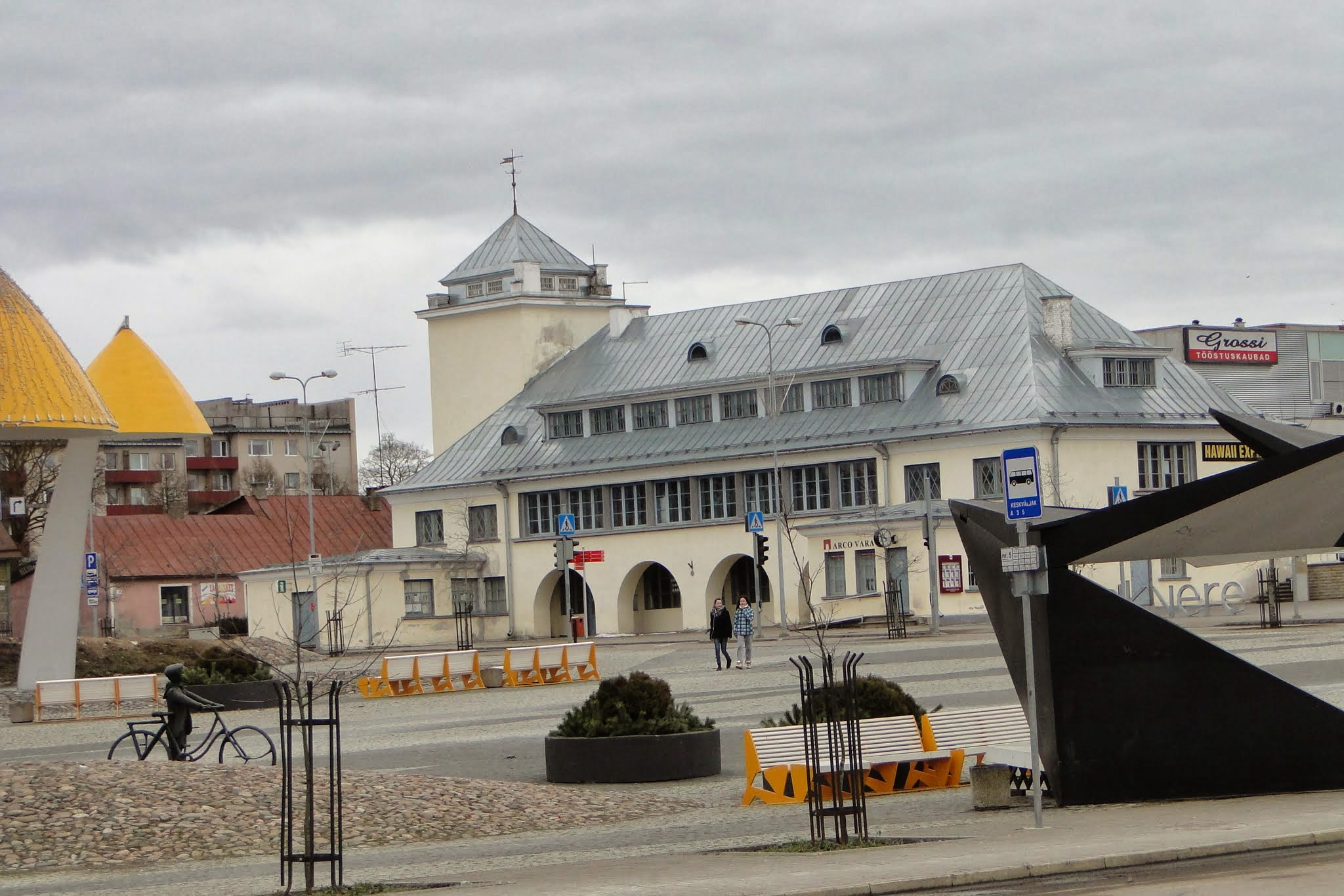
میدان اصلی راکوره
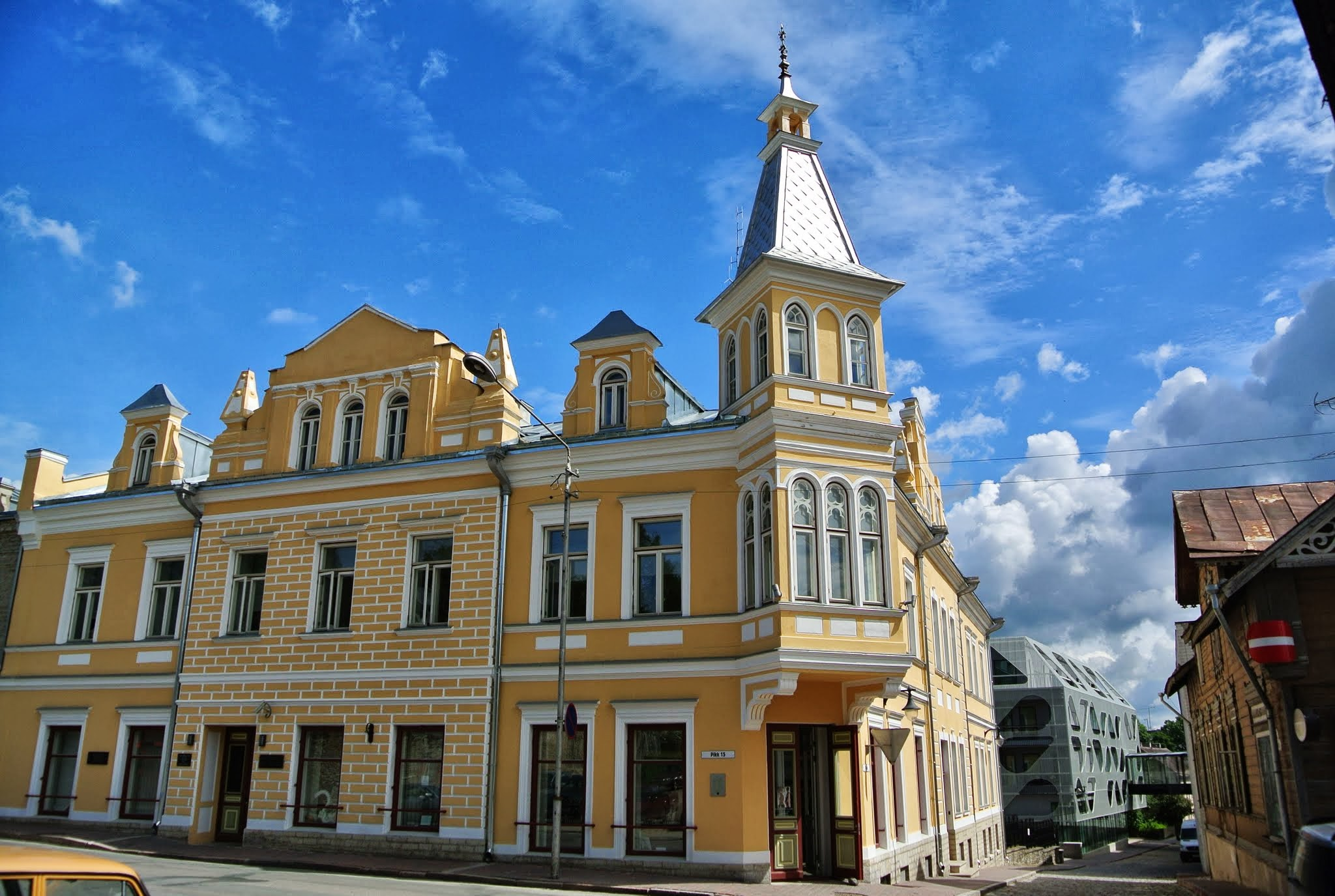
ساختمانی در خیابان پیک
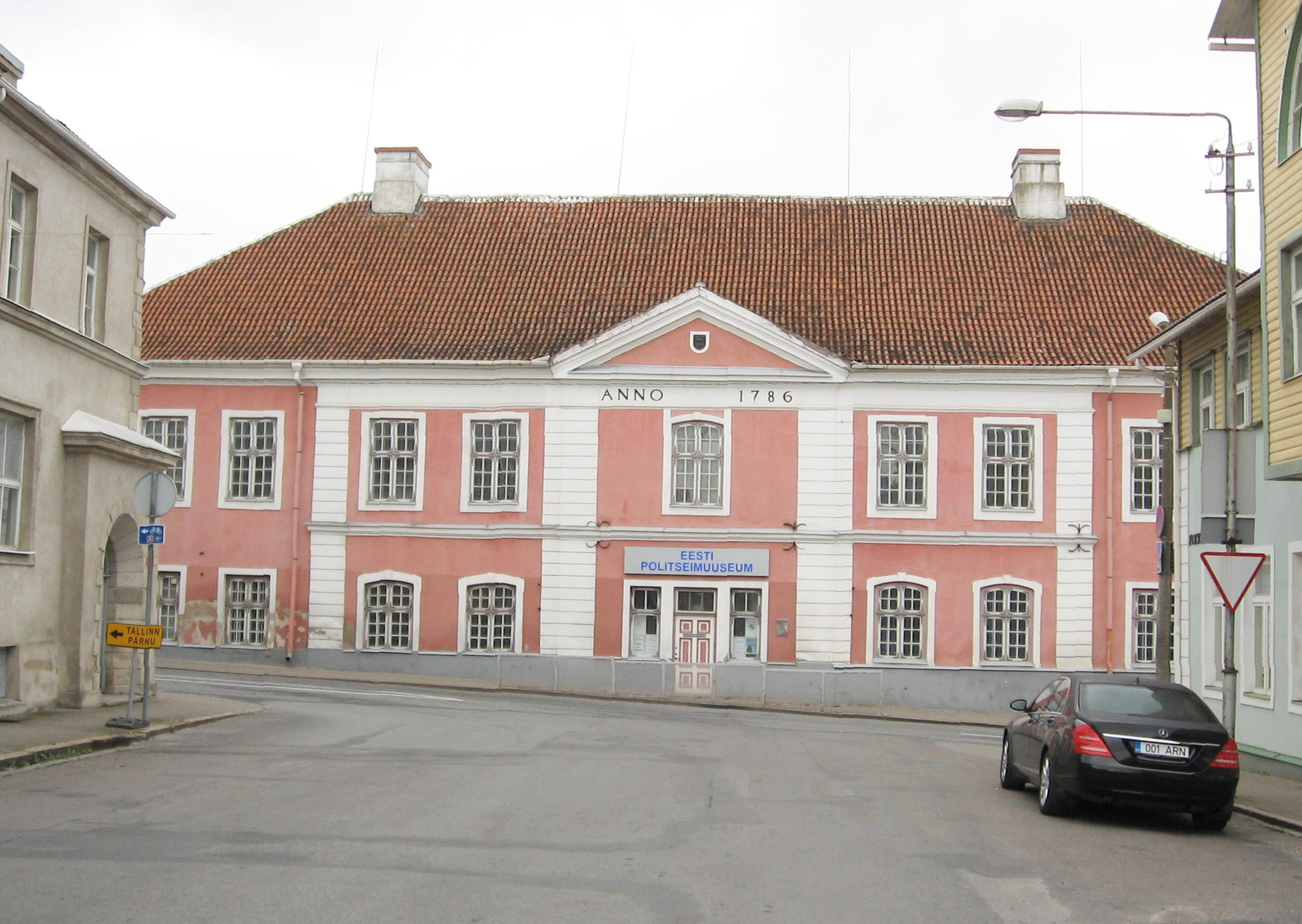
موزه پلیس استونی
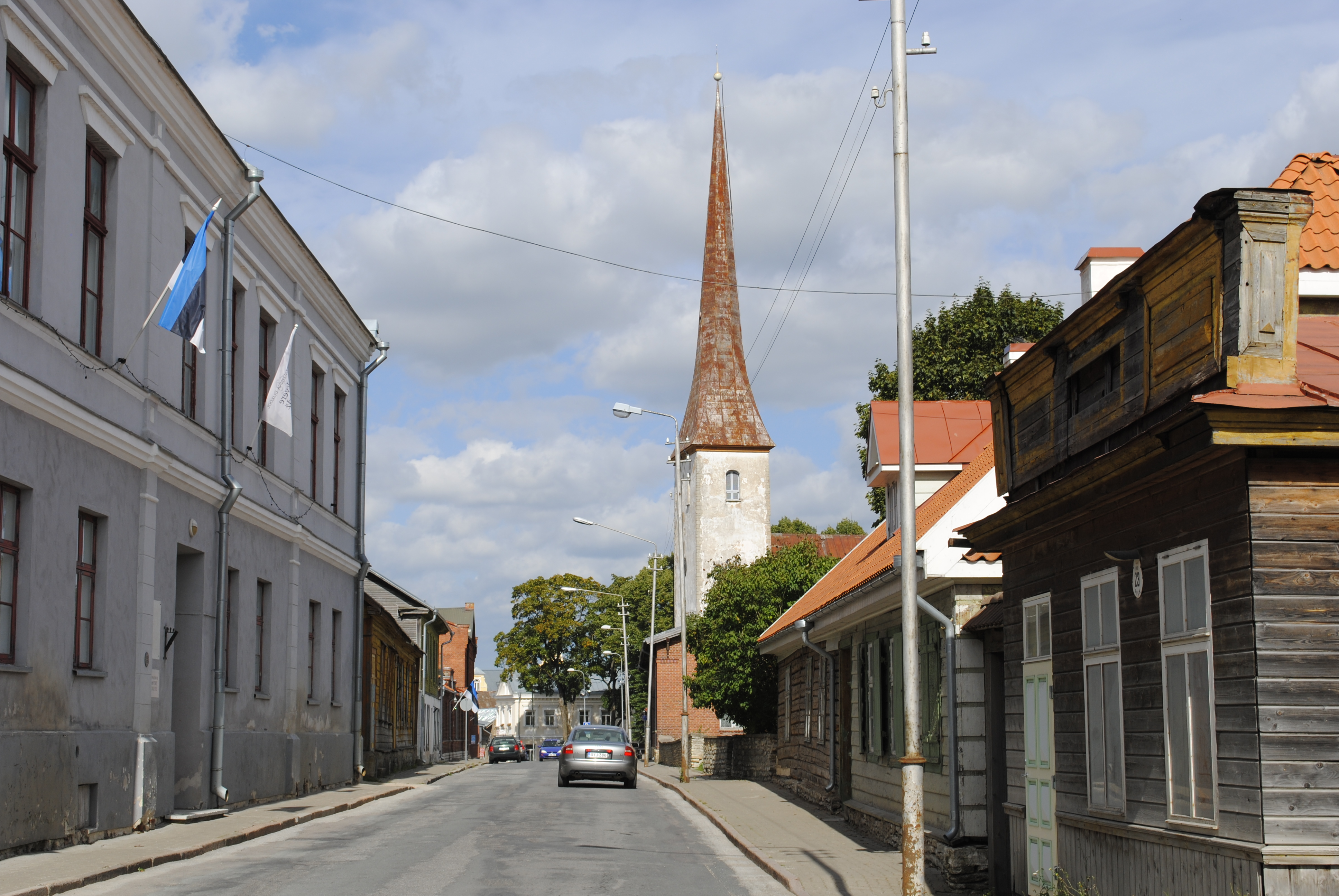
خیابانی در راکوره
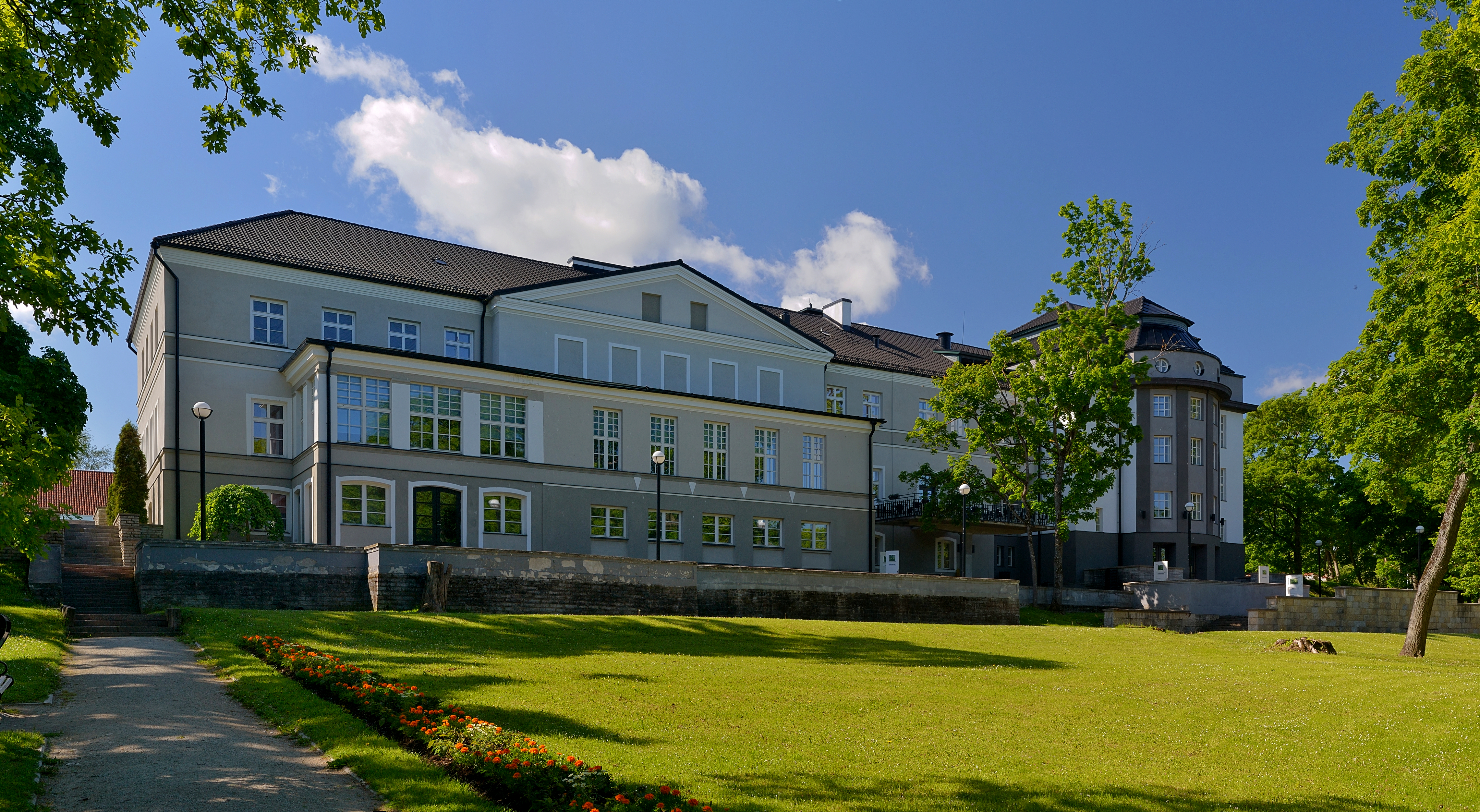
عمارت اصلی و تئاتر راکوره
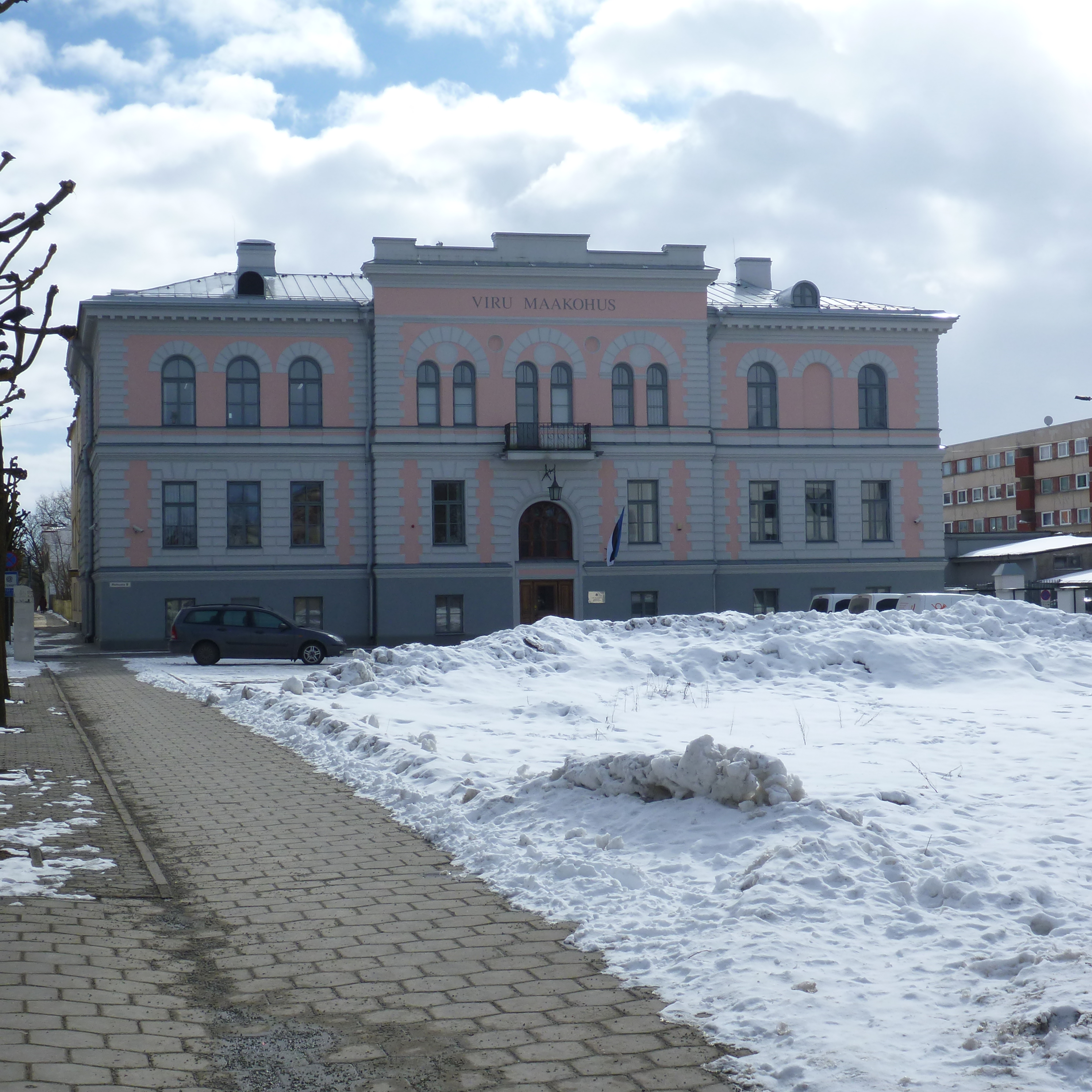
دادگاه راکوره
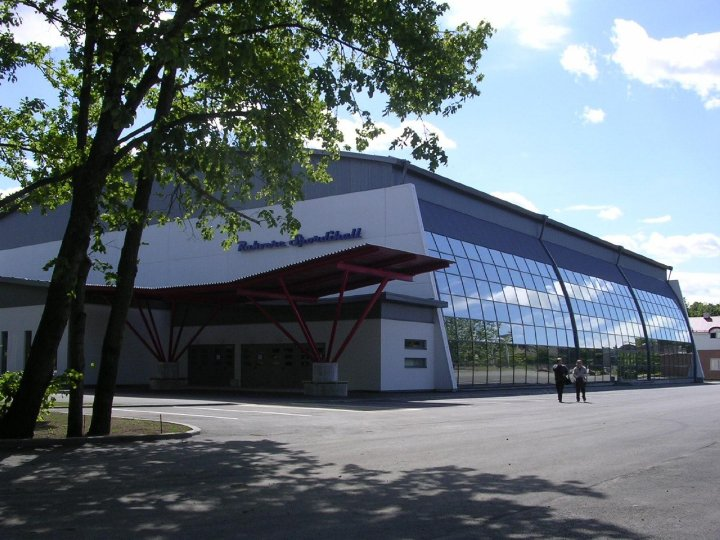
سالن ورزشی راکوره